# Miro Zalar
Kasimir „Miro“ Zalar (* 24. März 1957 in Ljubljana, Jugoslawien) ist ein ehemaliger schwedischer Leichtathlet, der sich auf den Stabhochsprung spezialisiert hatte.

## Sportliche Karriere
Der in Jugoslawien geborene Zalar kam als Kind mit seinen Eltern nach Schweden. Er startete für den KA2 IF in Karlskrona. Von 1980 bis 1986 und 1988 war er schwedischer Meister im Stabhochsprung. Hinzu kamen von 1979 bis 1988 vier Hallentitel. Seine Bestleistung von 5,70 Meter sprang er am 2. Juli 1986 in Nyköping.
Zalars internationale Karriere begann 1980 bei den Halleneuropameisterschaften in Sindelfingen, wo er mit 5,30 Meter den zwölften Platz belegte. Im Sommer 1980 bei den Olympischen Spielen in Moskau sprang Zalar in der Qualifikation 5,40 Meter. Im Finale überquerte er 5,35 Meter und wurde Zehnter. Auch bei den  Halleneuropameisterschaften 1981 in Grenoble übersprang er 5,35 Meter, dies reichte für den 14. Rang. Im Jahr darauf bei den Halleneuropameisterschaften 1982 in Mailand wurde er Achter mit 5,40 Meter. Im Freien bei den Europameisterschaften 1982 in Athen überquerte er 5,55 Meter und wurde Vierter, die drei Medaillengewinner übersprangen jeweils 5,60 Meter.
1983 bei den Halleneuropameisterschaften in Budapest reichten Zalar 5,45 Meter für den sechsten Platz. Im August 1983 fanden in Helsinki die ersten Weltmeisterschaften mit vollständigem Programm statt. Im Stabhochsprung traten 27 Athleten an, die wegen der schlechten Witterung in der Qualifikation alle zum Finale zugelassen wurden. Im Finale kamen 20 Springer in die Wertung. Zalar belegte mit 5,50 Meter den siebten Platz. 1984 bei den Halleneuropameisterschaften in Göteborg belegten drei Springer mit 5,30 Meter den achten Platz, neben Miro Zalar hatten auch der Franzose Philippe Houvion und der Spanier Alberto Ruiz die gleiche Anzahl an Fehlversuchen. Bei den Olympischen Spielen in Los Angeles gelang Zalar in der Qualifikation kein gültiger Versuch. 1985 bei den Halleneuropameisterschaften in Piräus erreichte Zalar mit 5,40 Meter den siebten Platz. Zwei Jahre später bei den Halleneuropameisterschaften 1987 in Liévin wurde Zalar mit 5,30 Meter Zwölfter. Ebenfalls den zwölften Platz mit 5,30 Meter erreichte Zalar bei den Weltmeisterschaften 1987 in Rom. In der Qualifikation hatte er 5,40 Meter gemeistert. 1988 übersprang Zalar bei den Halleneuropameisterschaften in Budapest 5,50 Meter und wurde noch einmal Zehnter.